# Forget and Not Slow (canción)
«Forget and Not Slow Down» es el primer sencillo del sexto álbum de estudio —Forget and Not Slow Down— de la banda estadounidense de rock cristiano Relient K. Forget and Not Slow Down en su primera semana llegó al # 11 en las listas de sencillos de rock de iTunes.
- Datos: Q5469674